# Marly-le-Roi
Marly-le-Roi é uma comuna francesa situada no departamento de Yvelines, na região da Île-de-France.